# Persone di cognome Bernard
| Questa pagina contiene informazioni ricavate automaticamente dalle voci biografiche con l'ausilio del template Bio e di un bot. L'aggiornamento è periodico e automatico e ricostruisce completamente la pagina. Se manca una persona in questa lista, sei pregato di non aggiungerla, ma accertati piuttosto che la sua voce biografica contenga il template Bio e che i dati anagrafici siano correttamente compilati. Se il template Bio manca, inseriscilo tu stesso o, in alternativa, metti l'avviso {{tmp\|Bio}} che ne segnala la mancanza. Se i dati riportati sono sbagliati, correggi direttamente la voce biografica; le modifiche saranno visibili in questa lista entro pochi giorni. Per chiarimenti vedi il progetto antroponimi. La lista contiene solo le 71 persone che sono citate nell'enciclopedia e per le quali è stato implementato correttamente il template Bio. Pagina aggiornata al 7 ago 2025. |

Questa è una lista di persone presenti nell'enciclopedia che hanno il cognome Bernard, suddivise per attività principale.

## Altisti(1)
- Martyn Bernard, altista britannico (n. 1984)

## Architetti(1)
- Henry Bernard, architetto e urbanista francese (Albertville, n. 1912 - Parigi, † 1994)

## Attori(5)
- Adam J. Bernard, attore, cantante e stuntman inglese (Slough, n. 1988)
- Carlos Bernard, attore statunitense (Evanston, n. 1962)
- Jason Bernard, attore statunitense (Chicago, n. 1938 - Burbank, † 1996)
- Jean-Pierre Bernard, attore francese (Parigi, n. 1933 - † 2017)
- Éric Bernard, attore francese (Parigi, n. 1982)

## Attrici(5)
- Crystal Bernard, attrice e cantautrice statunitense (Garland, n. 1961)
- Dorothy Bernard, attrice statunitense (Port Elizabeth, n. 1890 - Hollywood, † 1955)
- Hilda Bernard, attrice argentina (Puerto Deseado, n. 1920 - Buenos Aires, † 2022)
- Molly Bernard, attrice statunitense (Brooklyn, n. 1988)
- Susan Bernard, attrice cinematografica e modella statunitense (Los Angeles, n. 1948 - Los Angeles, † 2019)

## Calciatori(11)
- Arthur Bernard, calciatore lussemburghese (Differdange, n. 1915 - Esch-sur-Alzette, † 1984)
- Billy Bernard, calciatore lussemburghese (Lussemburgo, n. 1991)
- Di'Shon Bernard, calciatore inglese (Wandsworth, n. 2000)
- Gerardo Bernard, calciatore italiano (Trieste, n. 1921 - † 1999)
- Günter Bernard, ex calciatore tedesco occidentale (Schweinfurt, n. 1939)
- Mike Bernard, ex calciatore inglese (Shrewsbury, n. 1948)
- Olivier Bernard, ex calciatore francese (Parigi, n. 1979)
- Pierre Bernard, calciatore francese (Boissezon, n. 1932 - Cestas, † 2014)
- Quentin Bernard, calciatore francese (Poitiers, n. 1989)
- Robert Bernard, calciatore tedesco (Schweinfurt, n. 1913 - Schweinfurt, † 1990)
- Romano Bernard, ex calciatore italiano (San Giovanni al Natisone, n. 1935)

## Canottieri(2)
- Jean-David Bernard, canottiere francese (Melun, n. 1977)
- Lorenzo Bernard, canottiere e paraciclista italiano (Susa, n. 1997)

## Cantanti(1)
- Paolo Bernard, cantante e attore italiano (Garlasco, n. 1885 - Torino, † 1961)

## Cestisti(4)
- Mike Bernard, ex cestista e allenatore di pallacanestro britannico (Oldham, n. 1978)
- Jules Bernard, cestista statunitense (Los Angeles, n. 2000)
- Laurent Bernard, ex cestista francese (Châtenay-Malabry, n. 1971)
- Wayne Bernard, ex cestista statunitense (Poway, n. 1981)

## Ciclisti su strada(2)
- Jean-François Bernard, ex ciclista su strada e dirigente sportivo francese (Luzy, n. 1962)
- Julien Bernard, ciclista su strada francese (Nevers, n. 1992)

## Compositori(1)
- Felix Bernard, compositore e pianista statunitense (New York, n. 1897 - Los Angeles, † 1944)

## Critiche cinematografiche(1)
- Jami Bernard, critica cinematografica, scrittrice e personaggio televisivo statunitense (New York, n. 1956)

## Danzatori(1)
- Charles Bernardy, ballerino e coreografo belga (Anversa, n. 1724 - Parigi, † 1807)

## Direttori d'orchestra(1)
- Anthony Bernard, direttore d'orchestra, compositore e pianista britannico (Londra, n. 1891 - † 1963)

## Dirigenti pubblici(1)
- Francis Bernard, dirigente pubblico britannico (Brightwell-cum-Sotwell, n. 1712 - Nether Winchendon, † 1779)

## Drammaturghi(3)
- Enrico Bernard, drammaturgo, regista e italianista italiano (Roma, n. 1955)
- Jean-Jacques Bernard, commediografo e scrittore francese (Enghien-les-Bains, n. 1888 - Montgeron, † 1972)
- William Bayle Bernard, drammaturgo e critico teatrale inglese (Boston, n. 1807 - Brighton, † 1875)

## Editori(1)
- Jean-Frédéric Bernard, editore e scrittore francese (Velaux, n. 1683 - Amsterdam, † 1744)

## Fisiologi(1)
- Claude Bernard, fisiologo francese (Villefranche-sur-Saône, n. 1813 - Parigi, † 1878)

## Generali(1)
- Simon Bernard, generale, politico e nobile francese (Dole, n. 1779 - Parigi, † 1839)

## Giocatori di football americano(4)
- Rocky Bernard, ex giocatore di football americano statunitense (Baytown, n. 1979)
- Giovani Bernard, giocatore di football americano statunitense (Davie, n. 1991)
- Mischa Bernard, giocatore di football americano svizzero (Zurigo, n. 1996)
- Terrel Bernard, giocatore di football americano statunitense (La Porte, n. 1999)

## Hockeisti su ghiaccio(2)
- Andreas Bernard, hockeista su ghiaccio italiano (Bolzano, n. 1990)
- Anton Bernard, ex hockeista su ghiaccio italiano (Bolzano, n. 1989)

## Librettisti(1)
- Josef Karl Bernard, librettista e giornalista austriaco (Horatitz - Vienna, † 1850)

## Medici(1)
- Simon François Bernard, medico e rivoluzionario francese (Carcassonne, n. 1817 - Londra, † 1862)

## Mezzofondisti(1)
- Michel Bernard, mezzofondista e dirigente sportivo francese (Sepmeries, n. 1931 - Anzin, † 2019)

## Nuotatori(1)
- Alain Bernard, ex nuotatore francese (Aubagne, n. 1983)

## Partigiane(1)
- Lucie Aubrac, partigiana francese (Parigi, n. 1912 - Issy-les-Moulineaux, † 2007)

## Piloti automobilistici(1)
- Éric Bernard, ex pilota automobilistico francese (Martigues, n. 1964)

## Piloti motociclistici(1)
- Éric Bernard, pilota motociclistico francese (La Roche-sur-Yon, n. 1967)

## Pistard(1)
- Thibaut Bernard, pistard e ciclista su strada belga (n. 2003)

## Pittori(1)
- Émile Bernard, pittore francese (Lilla, n. 1868 - Parigi, † 1941)

## Presbiteri(1)
- Bernard Bernard, presbitero e missionario francese (Mogues, n. 1821 - Noirétable, † 1895)

## Produttrici cinematografiche(1)
- Cydney Bernard, produttrice cinematografica statunitense (n. 1953)

## Rapper(1)
- Tony Yayo, rapper statunitense (New York, n. 1978)

## Registi(2)
- Ludovic Bernard, regista francese
- Raymond Bernard, regista cinematografico e sceneggiatore francese (Parigi, n. 1891 - Parigi, † 1977)

## Scrittori(3)
- Pierre-Joseph Bernard, scrittore francese (Grenoble, n. 1708 - Choisy-le-Roi, † 1775)
- Tristan Bernard, scrittore, commediografo e giornalista francese (Besançon, n. 1866 - Parigi, † 1947)
- Carlo Bernari, scrittore, antifascista e partigiano italiano (Napoli, n. 1909 - Roma, † 1992)

## Scrittrici(1)
- Juliette Récamier, scrittrice francese (Lione, n. 1777 - Parigi, † 1849)

## Stiliste(1)
- Augusta Bernard, stilista francese (Provenza, n. 1886 - † 1946)

## Tennisti(1)
- Marcel Bernard, tennista francese (La Madeleine, n. 1914 - La Madeleine, † 1994)

## Velociste(1)
- Verona Elder, ex velocista britannica (Wolverhampton, n. 1953)

## Velocisti(1)
- Kent Bernard, velocista trinidadiano (Port of Spain, n. 1942 - Port of Spain, † 2025)